# Limnophilomyia medleriana
Limnophilomyia medleriana är en tvåvingeart som beskrevs av Alexander 1976. Limnophilomyia medleriana ingår i släktet Limnophilomyia och familjen småharkrankar.
Artens utbredningsområde är Nigeria. Inga underarter finns listade i Catalogue of Life.